# Pantera Roz și prietenii săi
Pantera Roz și prietenii săi (engleză Pink Panther and Pals) este un serial de animație bazat pe desenele clasice cu Pantera Roz de către DePatie-Freleng din anii 1960. Este produs de Desert Panther Productions și Rubicon Studios în asociere cu Mirisch-Geoffrey-DePatie-Freleng și MGM Television. Serialul a avut premiera pe Cartoon Network pe 7 martie 2010 și mai târziu s-a mutat pe Boomerang pe 12 august 2010. 26 de episoade au fost produse.
Fiecare episod se compune din trei desene, două dintre acestea fiind cu Pantera Roz iar celălalt difuzat între ele fiind cu Furnica și Furnicarul, păstrând personajele principale din ambele scurtmetraje cu niște schimbări.
Premiera în România a fost pe 11 septembrie 2010 pe canalul Boomerang, inițial în limba engleză, apoi cu dublajul în limba română din 2012.

## Segmente

### Pantera Roz
Desenele cu Pantera Roz amintesc de scurt-metrajele clasice de către DePatie-Freleng din anii 1960 și 1970, de la stilul animației, interpretările fără cuvinte, scorul muzical și firele narative. Pantera Roz rămâne tăcută în timpul întregului serial, și ca vârstă a scăzut către adolescență. Omul Mititel (The Little Man) este redenumit "Big Nose", cu efectele vocale ale sale făcute de Alex Nussbaum. Calul panterei roz și câinele iubitor al lui Big Nose au fost de asemenea reintroduși.

### Furnica și Furnicarul
Acest segment se învârte asupra neîncetatelor tactici ale unui furnicar albastru (numit simplu "Furnicarul") de a prinde o furnică roșie (de asemenea numită simplu "Furnica", deși în desenele originale era cunoscut și ca "Charlie"). În această versiune a desenelor simțul umorului evreiesc al Furnicarului este păstrat, în timp ce Furnica este acum un adolescent, ca și Pantera Roz. Aici desenele se petrec în junglă și sunt de asemenea introduse personaje noi. 

## Personaje

### Personaje principale
- Panteră Roz (engleză: Pink Panther) - o panteră roz și bună care nu vorbește și intră în buclucuri cu Big Nose.
- Nas Mare (engleză: Big Nose) - un om scund, rău și alb care nu vorbește și urăște Pantera Roz.
- Cal Speriat (engleză: Funky Horse) - un măgar alb cu pete negre care este animalul Panterei Roz.
- Câine (engleză: Dog) - un câine alb și bun (uneori rău) cu pete negre care este animalul lui Big Nose.
- Furnicar (engleză: Aardvark) - un furnicar albastru care trăiește în junglă și încearcă să prindă o furnică, dar nu reușește.
- Furnică (engleză: Ant) - o furnică roșie care trăiește în junglă și este urmărită mereu de un furnicar, dar scapă întotdeauna.

### Personaje secundare
- Eli - un elefant gri care trăiește în junglă alături de Furnică și de Furnicar.
- Mike - o pasăre roșie.
- Croko - un crocodil verde.
- Arici (engleză: Porcupine) - un arici.
- Gorilă (engleză: Gorilla) - o gorilă.
- Narator (engleză: Narrator) - un om care povestește unele scurtmetraje cu Pantera Roz.

## Episoade
| Premiera în România | Nr | Titlu român                    | Titlu englez                      |
| ------------------- | -- | ------------------------------ | --------------------------------- |
|                     |    |                                |                                   |
| PRIMUL SEZON        |    |                                |                                   |
|                     |    |                                |                                   |
| 11.09.2010          | 01 | Dă volumul mai roz             | Pink Up the Volume                |
| 11.09.2010          | 01 | Licoarea zeilor                | Zeus Juice                        |
| 11.09.2010          | 01 | O noapte roz și furtunoasă     | A Pink and Stormy Night           |
|                     |    |                                |                                   |
| 12.09.2010          | 02 | Pantofii sport                 | Pink Hi-Tops                      |
| 12.09.2010          | 02 | Ținutul furnicilor             | Land of the Gi-Ants               |
| 12.09.2010          | 02 | Grădina panterei roz           | Pink Thumb                        |
|                     |    |                                |                                   |
| 18.09.2010          | 03 | Magie roz                      | Pink Magic                        |
| 18.09.2010          | 03 | Petrecerea animalelor          | Party Animals                     |
| 18.09.2010          | 03 | Pantera roz și golful          | Pink 'n Putt                      |
|                     |    |                                |                                   |
| 19.09.2010          | 04 | Sala de jocuri                 | Pinxillated                       |
| 19.09.2010          | 04 | La grădina zoologică           | Zoo Ruse                          |
| 19.09.2010          | 04 | Spionul care era roz           | The Spy Wore Pink                 |
|                     |    |                                |                                   |
| 02.10.2010          | 05 | Telecomandă roz                | Remotely Pink                     |
| 02.10.2010          | 05 | Nu m-am așteptat la asta       | I Didn't See That Coming          |
| 02.10.2010          | 05 | De unul singur                 | Pink Party Of One                 |
|                     |    |                                |                                   |
| 03.10.2010          | 06 | Agitație în piscină            | Pink Pool Fool                    |
| 03.10.2010          | 06 | Noile mișcări ale furnicarului | The Aardvark's New Moves          |
| 03.10.2010          | 06 | Puternicul copac roz           | The Mighty Pinkwood Tree          |
|                     |    |                                |                                   |
| 09.10.2010          | 07 | Rufe curate                    | Pink Suds & Clean Duds            |
| 09.10.2010          | 07 | Zile de câine                  | Dog Daze                          |
| 09.10.2010          | 07 | Peisajul Roz                   | The Pink Painter Show             |
|                     |    |                                |                                   |
| 10.10.2010          | 08 | Curățenia are culoare roz      | Cleanliness is Next to Pinkliness |
| 10.10.2010          | 08 | Cu copilul eram în trei        | Baby Makes Three                  |
| 10.10.2010          | 08 | Epoca rozozoică                | Pinkazoic Era                     |
|                     |    |                                |                                   |
| 16.10.2010          | 09 | Pizza cu rozaroni              | Pinkaroni Pizza                   |
| 16.10.2010          | 09 | Caută-ți altă furnică          | Find Your Own Ant                 |
| 16.10.2010          | 09 | Aur, argint, bronz și roz      | Gold, Silver, Bronze & Pink       |
|                     |    |                                |                                   |
| 17.10.2010          | 10 | Viața pe pista roz             | Life in the Pink Lane             |
| 17.10.2010          | 10 | Termita albastră               | Mitey Blue                        |
| 17.10.2010          | 10 | Pantera roz în sălbăticie      | Wild Pinkdom                      |
|                     |    |                                |                                   |
| 17.10.2010          | 11 | Cavaleri în armură roz         | Knights in Pink Armor             |
| 17.10.2010          | 11 | Vizita bunicului               | Grampy's Visit                    |
| 17.10.2010          | 11 | Dorința de a fi roz            | Itching to Be Pink                |
|                     |    |                                |                                   |
| 18.10.2010          | 12 | Roz roz roz roz                | Pink Pink Pink Pink               |
| 18.10.2010          | 12 | În spațiu                      | Spaced Out                        |
| 18.10.2010          | 12 | Febra cumpărăturilor roz       | Shop-Pink Spree                   |
|                     |    |                                |                                   |
| 24.10.2010          | 13 | Barbă roz                      | Pink Beard                        |
| 24.10.2010          | 13 | Un pas mic pentru furnică      | One Small Step for Ant            |
| 24.10.2010          | 13 | Ger cumplit                    | Chilled to the Pink               |
|                     |    |                                |                                   |
| 25.10.2010          | 14 | Pantera roz postaș             | The Pink is in the Mail           |
| 25.10.2010          | 14 | Furnicarul kung-fu             | Aard Fu                           |
| 25.10.2010          | 14 | Vârful roz                     | Pink's Peak                       |
|                     |    |                                |                                   |
| 31.10.2010          | 15 | Nici un strop roz              | And Not a Drop to Pink            |
| 31.10.2010          | 15 | Furnica arctică                | Ant – Artic                       |
| 31.10.2010          | 15 | Roz la podea                   | Pink on the Canvas                |
|                     |    |                                |                                   |
| 01.11.2010          | 16 | Roz sau consecințele           | Pink or Consequences              |
| 01.11.2010          | 16 | Z de la furnicar               | Z is for Aardvark                 |
| 01.11.2010          | 16 | Pantera roz la meci            | Pink Me Out to the Ballgame       |
|                     |    |                                |                                   |
| 07.11.2010          | 17 | Roz, nu război                 | Make Pink Not War                 |
| 07.11.2010          | 17 | Alege o furnicarte             | Pick a Caardvark                  |
| 07.11.2010          | 17 | Duhoare roz                    | Pink Stink                        |
|                     |    |                                |                                   |
| 08.11.2010          | 18 | Poștașul Roz                   | Pink Trek                         |
| 08.11.2010          | 18 | Prea mulți bucătari            | One Too Many Chefs                |
| 08.11.2010          | 18 | Kahuna roz                     | Pink Kahuna                       |
|                     |    |                                |                                   |
| 04.12.2010          | 19 | Regatul roz fermecat           | Enchanted Pinkdom                 |
| 04.12.2010          | 19 | Eli furnicarul                 | Eli the Aardvark                  |
| 04.12.2010          | 19 | Roz știe încotro să o ia       | Stop-Pink for Directions          |
|                     |    |                                |                                   |
| 05.12.2010          | 20 | Roz congelat                   | Frosted Pink                      |
| 05.12.2010          | 20 | Arca furnicarului              | AardvARK                          |
| 05.12.2010          | 20 | Roz! Buf! Bum!                 | Pink! Pow! Kaboom!                |
|                     |    |                                |                                   |
| 11.12.2010          | 21 | Dovleacul roz                  | A Fairly Pink Pumpkin             |
| 11.12.2010          | 21 | Dacă dorințele ar fi furnici   | If Wishes Were Ants               |
| 11.12.2010          | 21 | Potcoavă roz                   | Pink on the Hoof                  |
|                     |    |                                |                                   |
| 12.12.2010          | 22 | Cel roz, cel rău, cel urât     | The Pink, the Bad, and the Ugly   |
| 12.12.2010          | 22 | Transă anti-furnici            | Anti-Ant Trance                   |
| 12.12.2010          | 22 | Roz la malul mări              | Shorely Pink                      |
|                     |    |                                |                                   |
| 18.12.2010          | 23 | Roz pe teren                   | Pink on the Pitch                 |
| 18.12.2010          | 23 | Vânătoare plăcută              | Happy Hunting                     |
| 18.12.2010          | 23 | Cum să prinzi o panteră roz    | Catching Forty Pinks              |
|                     |    |                                |                                   |
| 19.12.2010          | 24 | Un viitor mai roz              | A Pinker Tomorrow                 |
| 19.12.2010          | 24 | Furnicarul cel groaznic        | Awful Aardvark                    |
| 19.12.2010          | 24 | Mecanică rozalie               | Pinkular Mechanics                |
|                     |    |                                |                                   |
| 25.12.2010          | 25 | Roz muzical                    | Note-Ably Pink                    |
| 25.12.2010          | 25 | Vizitatori în junglă           | Shutter Bugged                    |
| 25.12.2010          | 25 | Astro-roz                      | Astro Pink                        |
|                     |    |                                |                                   |
| 26.12.2010          | 26 | Călătorie roz în timp          | A Pink in Time                    |
| 26.12.2010          | 26 | Vreau să plec                  | Quittin' Time                     |
| 26.12.2010          | 26 | Peliculă roz                   | Reel Pink                         |
|                     |    |                                |                                   |
| SPECIAL             |    |                                |                                   |
|                     |    |                                |                                   |
| 24.12.2011          | S1 | Un crăciun roz                 | A Very Pink Christmas             |

## Legături externe
- Pantera Roz și prietenii săi la Internet Movie Database